# Президентские выборы в Чили (1876)
Президентские выборы в Чили проходили 15 июня 1876 года по системе выборщиков. Единственным кандидатом был Анибал Пинто, который и был избран президентом.

## Предвыборная обстановка
В 1873 году был сформирован Либеральный альянс между Либеральной и Радикальной партиями после распада Либерально-консервативного союза. Кандидатом Либерального альянса на этих выборах стал Анибал Пинто. Другая партия либерального направления, Либерально-демократическая партия, была создана исключительно для поддержки кандидатуры Бенжамин Викунья Маккенна. Однако, Маккенна решил уйти в отставку до выборов, а 14 его выборщиков решили воздержаться от участия в выборах. В результате Пинто получил голоса остальных выборщиков и был избран единогласно. Несмотря на законы, которые расширили число граждан, имеющих право голоса, голосовало только 45 114 из 106 194 избирателей, имеющих право голоса.

## Результаты
| Кандидат     | Партия             | Голоса | %    |
| Анибал Пинто | Либеральный альянс | 293    | 100% |
| ------------ | ------------------ | ------ | ---- |
| Воздержались | —                  | 14     | —    |
| Всего        |                    | 307    | 100% |